# Cratere Maricourt
Maricourt  è un cratere sulla superficie di Marte.